# Luck and Pluck

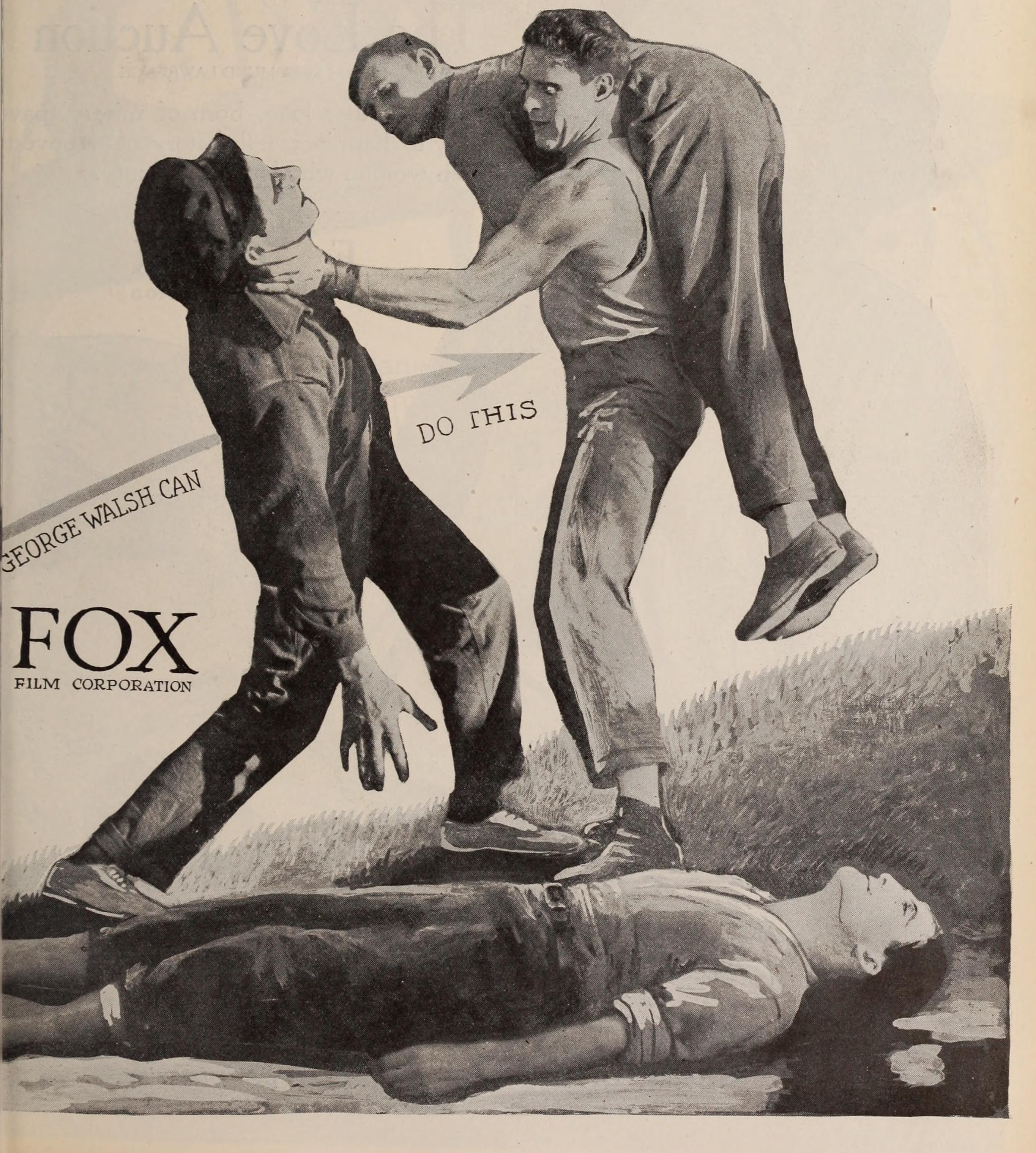
George Walsh em Luck and Pluck

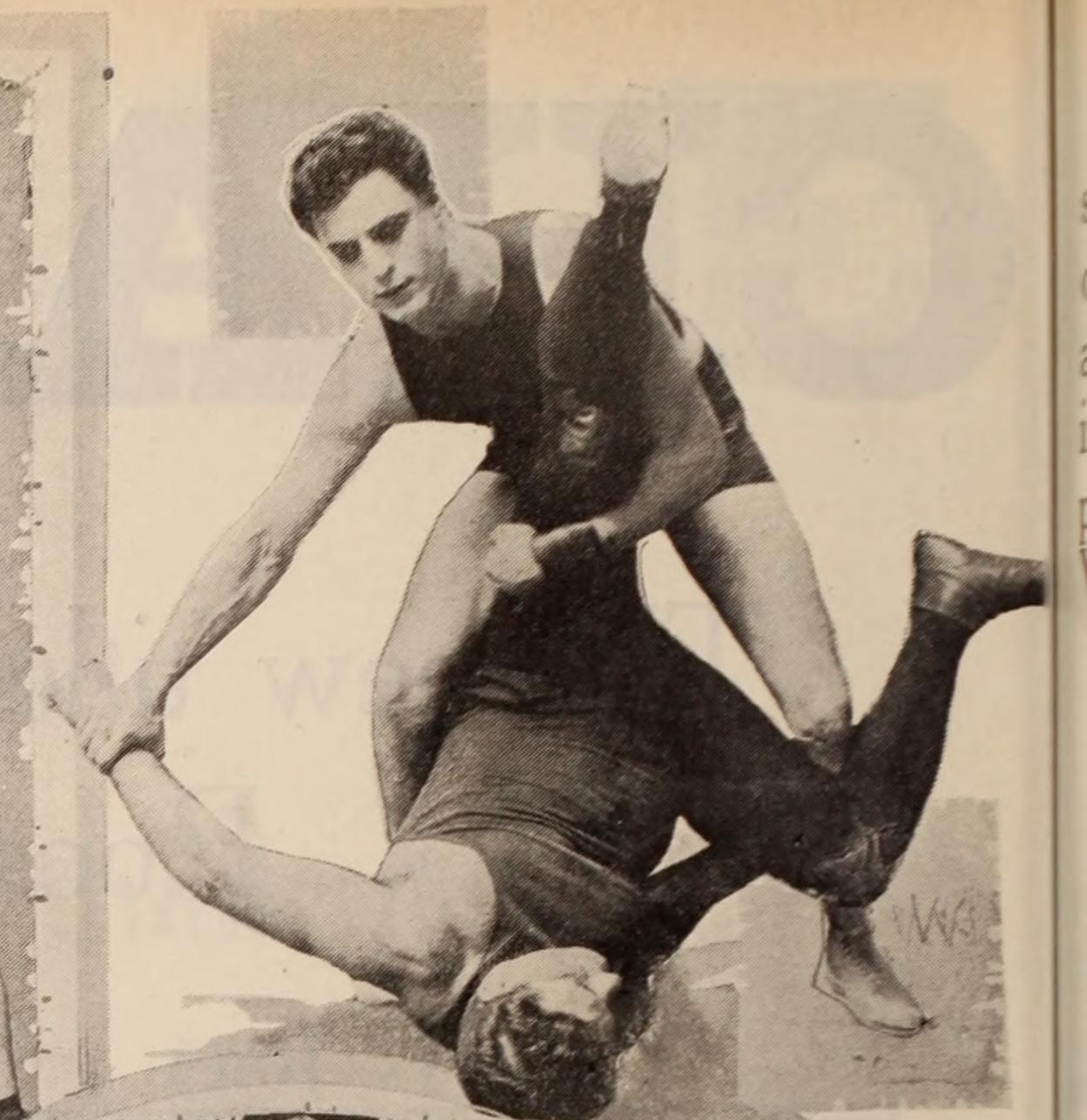
George Walsh em Luck and Pluck

Luck and Pluck é um filme mudo dramático de 1919 dirigido por Edward Dillon. O filme foi produzido pela Fox Film Corporation.

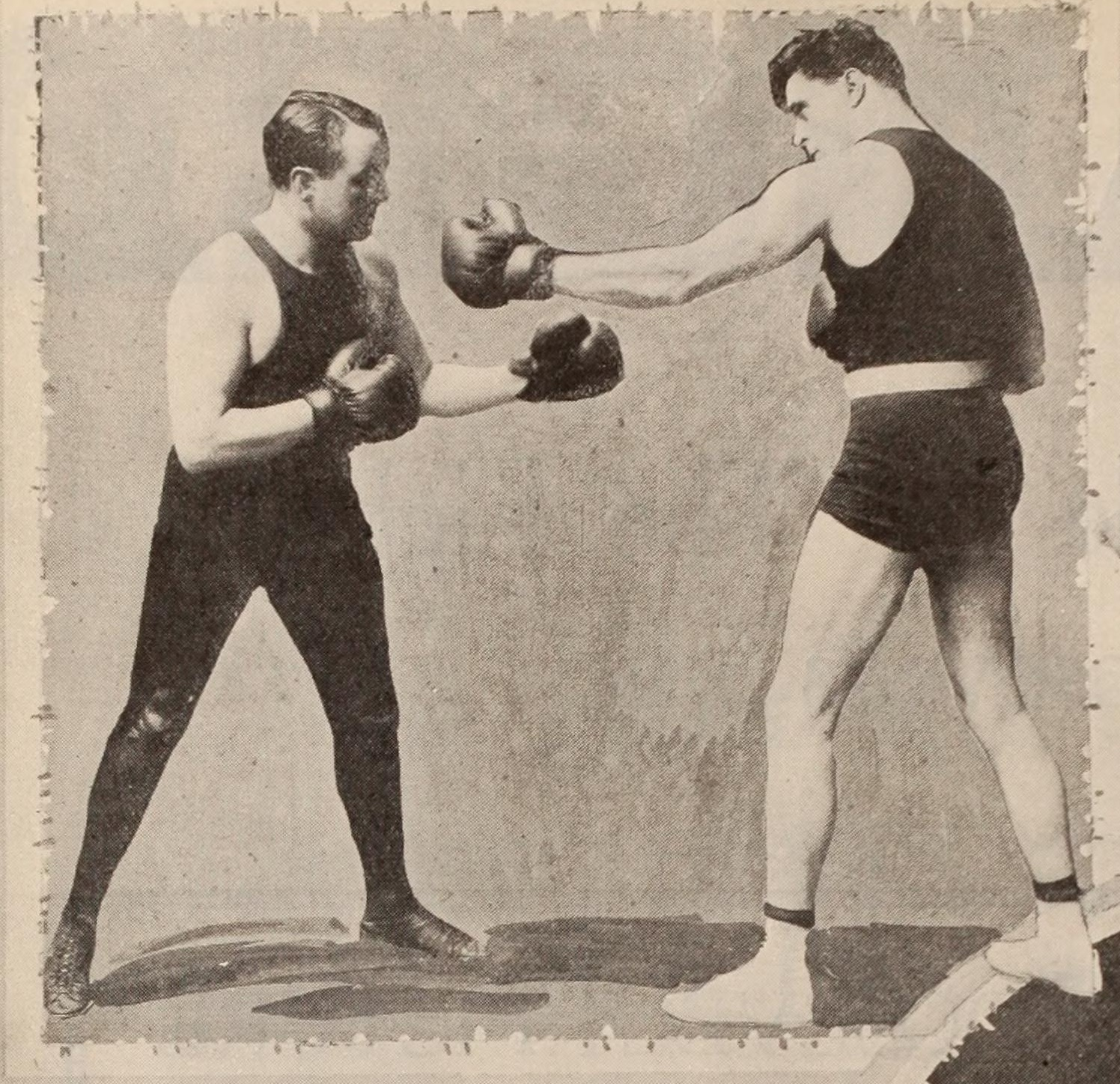
George Walsh em Luck and Pluck

## Elenco
- George Walsh como Joe Grim, também conhecido como 'Velvet'
- Virginia Lee como Laura White
- Joseph W. Smiley como Joe Smiley
- George Fisher como Karl Richter
- Corene Uzzell como Corinne Uzzell
- George Halpin como o criado de 'Velvet'

## Distribuição
Os direitos autorais do filme, solicitados por William Fox, foram registrados em 2 de fevereiro de 1919 sob o número LP13351.
Lançado pela Fox Film Corporation e apresentado por William Fox, o filme foi lançado nos cinemas dos Estados Unidos em 2 de fevereiro de 1919.